# Ефимов, Тарас Васильевич
Тарас Васильевич Ефимов (12 сентября 1965 года,  Москва, СССР) —  российский политический деятель, кандидат юридических наук, с 2014 по 2015 годы глава города Железнодорожный, депутат Московской областной думы.

## Биография
Тарас Васильевич Ефимов родился 12 сентября 1965 года в Москве, СССР.
В 1991 году окончил Вечернее отделение Московского института управления, по специальности «Инженер-экономист по организации управления».
С 1992 по 2003 годы - генеральный директор ООО «ЮТА».
С 1997 по 2004 был членом правления Торгово-промышленной палаты города Железнодорожный, с 2001 - депутат Совета депутатов города Железнодорожный.
В 2007 году окончил Российскую академию государственной службы при Президенте РФ по специальности «Юриспруденция», аспирантура.
С февраля 2006 по 2014 год был председателем совета депутатов  городского округа Железнодорожный, с 2014 по 2015 годы - глава города Железнодорожный.
С июня 2015 по сентябрь 2016 годы являлся председателелем Совета депутатов городского округа Балашиха.
Секретарь Балашихинского отделения «Единая Россия».
Весной 2016 года в ходе подготовки подмосковного отделения «Единой России» к выборам в Московскую областную думу Ефимов участвовал в праймериз. А в июле на предвыборной конференции «Единая Россия» он был включён в партийный список кандидатов в депутаты Московской областной думы — шёл первым в тройке кандидатов по Реутовскому избирательному округу №19.
На состоявшихся 18 сентября выборах в Реутовском округе «Единая Россия» набрала 55,97 % голосов и при распределении 25 мандатов по один был передан Ефимову. В Московской областной думе 6 созыва Тарас Ефимов возглавил комитет по вопросам бюджета, финансовой и налоговой политики.

### Награды
- Медаль «В память 850-летия Москвы»
- Орден Ивана Калиты
- Знак губернатора Московской области
- «За труды и усердие»

## Трудовая деятельность
- 1992-2003 Основатель и глава коммерческого предприятия «ЮТА»
- 1997-2004 Членом правления Торгово-промышленной палаты города Железнодорожный
- 2001 Депутат Совета депутатов города Железнодорожный
- 2003 Председатель Совета депутатов
- 2015 Депутат Совета депутатов Городского округа Балашиха

Секретарь Политсовета местного отделения партии «Единая Россия» городского округа Балашиха
Председатель Общественного совета микрорайона «Керамик-Ольгино»